# 평택고등학교
평택고등학교(平澤高等學校)는 대한민국 경기도 평택시 합정동에 있는 공립 고등학교이다.

## 학교 연혁
- 1947년 10월 23일 : 평택중학교 설립인가
- 1947년 11월 10일 : 초대 안익선 교장 취임
- 1952년 7월 9일 : 평택고등학교 설립인가 (개교기념일)
- 1966년 1월 15일 : 평택종합고등학교로 개편
- 1970년 9월 1일 : 평택중학교와 평택종합고등학교로 분리
- 1974년 3월 1일 : 평택고등학교와 평택공업고등학교로 분리
- 1975년 8월 21일 : 합정동 현부지로 신축교사 이전(20교실, 부지 8,764평)
- 1989년 12월 4일 : 학교도서관 준공(2층, 연건평 200평, 360석), 붕정만리 휘호석 설치
- 1997년 2월 11일 : 웅비관(체육관) 준공 (625평)
- 2001년 11월 30일 : 학생회관(3,4층) 증축
- 2003년 1월 10일 : 청운관(기숙사 및 특별실 6실) 3,4층 증축
- 2005년 2월 25일 : 기숙사(붕정관) 준공(지하1층, 지상4층, 35실 280명 수용)
- 2007년 7월 10일 : 급식실 리모델링(직영급식 실시)
- 2012년 6월 20일 : 과목중점형 교과교실제 운영 지정
- 2012년 9월 1일 : 교육과정 자율학교 지정
- 2014년 6월 1일 : 아침노을 운동장 인조 잔디 및 학교 숲 가꾸기 사업 완공
- 2015년 9월 1일 : 창의미래관(학생식당) 증축
- 2018년 3월 1일 : 고교학점제 연구학교 지정 운영
- 2020년 11월 3일 : 스마트인재관(기숙사) 준공
- 2021년 3월 1일 : 교육부지정 고교학점제 재지정 운영(2021~2024)
- 2023년 1월 27일 : 제69회 287명 졸업(총 23,500명 졸업)
- 2023년 3월 2일 : 제72회 입학식(319명)
- 2023년 9월 1일 : 제24대 최종태 교장 취임

## 참고 자료
- 평택고등학교 - 한국교육학술정보원 학교알리미